# World Series
A World Series az amerikai Major League Baseball bajnokság döntője, október végén – november elején tartják.
Neve ellenére nem világbajnokság, a Nemzeti Liga és az Amerikai Liga bajnoka mérkőzik egymással. A két csapat egy hét mérkőzésből álló sorozatot játszik, de ha az egyik csapat eléri a négy győzelmet, akkor a maradék meccseket nem játsszák le. Az 1850-es évektől kezdve tartottak a baseballban valamilyen bajnoki döntőt, de a World Series csak 1903 óta létezik. 1904-ben az egyik döntős csapat tulajdonosának bojkottja miatt, 1994-ben a baseballjátékosok sztrájkja miatt maradt el.
A „World Series” (Világ Sorozat) kifejezés a „World's Championship Series” (Világbajnoki Sorozat) rövidítése. Az 1880-as években terjedt el, amikor még csak az Egyesült Államokban játszottak magas szinten baseballt. Legtöbbször, összesen 27-szer a New York Yankees diadalmaskodott. Az utána következő legjobbnak a St. Louis Cardinals-nak csak 10 győzelme van.

## Eredmények
| Év   | Győztes                                      | Liga                                         | Pont                                         | Vesztes                                      | Liga                                         | Pont                                         | A sorozat legjobbja                          |
| ---- | -------------------------------------------- | -------------------------------------------- | -------------------------------------------- | -------------------------------------------- | -------------------------------------------- | -------------------------------------------- | -------------------------------------------- |
| 1903 | Boston Americans                             | AL                                           | 5                                            | Pittsburgh Pirates                           | NL                                           | 3                                            |                                              |
| 1904 | A New York Giants (NL) bojkottálta           | A New York Giants (NL) bojkottálta           | A New York Giants (NL) bojkottálta           | A New York Giants (NL) bojkottálta           | A New York Giants (NL) bojkottálta           | A New York Giants (NL) bojkottálta           |                                              |
| 1905 | New York Giants                              | NL                                           | 4                                            | Philadelphia Athletics                       | AL                                           | 1                                            |                                              |
| 1906 | Chicago White Sox                            | AL                                           | 4                                            | Chicago Cubs                                 | NL                                           | 2                                            |                                              |
| 1907 | Chicago Cubs                                 | NL                                           | 4                                            | Detroit Tigers                               | AL                                           | 0                                            |                                              |
| 1908 | Chicago Cubs                                 | NL                                           | 4                                            | Detroit Tigers                               | AL                                           | 1                                            |                                              |
| 1909 | Pittsburgh Pirates                           | NL                                           | 4                                            | Detroit Tigers                               | AL                                           | 3                                            |                                              |
| 1910 | Philadelphia Athletics                       | AL                                           | 4                                            | Chicago Cubs                                 | NL                                           | 1                                            |                                              |
| 1911 | Philadelphia Athletics                       | AL                                           | 4                                            | New York Giants                              | NL                                           | 2                                            |                                              |
| 1912 | Boston Red Sox                               | AL                                           | 4                                            | New York Giants                              | NL                                           | 3                                            |                                              |
| 1913 | Philadelphia Athletics                       | AL                                           | 4                                            | New York Giants                              | NL                                           | 1                                            |                                              |
| 1914 | Boston Braves                                | NL                                           | 4                                            | Philadelphia Athletics                       | AL                                           | 0                                            |                                              |
| 1915 | Boston Red Sox                               | AL                                           | 4                                            | Philadelphia Phillies                        | NL                                           | 1                                            |                                              |
| 1916 | Boston Red Sox                               | AL                                           | 4                                            | Brooklyn Robins/Dodgers                      | NL                                           | 1                                            |                                              |
| 1917 | Chicago White Sox                            | AL                                           | 4                                            | New York Giants                              | NL                                           | 2                                            |                                              |
| 1918 | Boston Red Sox                               | AL                                           | 4                                            | Chicago Cubs                                 | NL                                           | 2                                            |                                              |
| 1919 | Cincinnati Reds                              | NL                                           | 5                                            | Chicago White Sox                            | AL                                           | 3                                            |                                              |
| 1920 | Cleveland Indians                            | AL                                           | 5                                            | Brooklyn Robins/Dodgers                      | NL                                           | 2                                            |                                              |
| 1921 | New York Giants                              | NL                                           | 5                                            | New York Yankees                             | AL                                           | 3                                            |                                              |
| 1922 | New York Giants                              | NL                                           | 4                                            | New York Yankees                             | AL                                           | 0                                            |                                              |
| 1923 | New York Yankees                             | AL                                           | 4                                            | New York Giants                              | NL                                           | 2                                            |                                              |
| 1924 | Washington Senators                          | AL                                           | 4                                            | New York Giants                              | NL                                           | 3                                            |                                              |
| 1925 | Pittsburgh Pirates                           | NL                                           | 4                                            | Washington Senators                          | AL                                           | 3                                            |                                              |
| 1926 | St. Louis Cardinals                          | NL                                           | 4                                            | New York Yankees                             | AL                                           | 3                                            |                                              |
| 1927 | New York Yankees                             | AL                                           | 4                                            | Pittsburgh Pirates                           | NL                                           | 0                                            |                                              |
| 1928 | New York Yankees                             | AL                                           | 4                                            | St. Louis Cardinals                          | NL                                           | 0                                            |                                              |
| 1929 | Philadelphia Athletics                       | AL                                           | 4                                            | Chicago Cubs                                 | NL                                           | 1                                            |                                              |
| 1930 | Philadelphia Athletics                       | AL                                           | 4                                            | St. Louis Cardinals                          | NL                                           | 2                                            |                                              |
| 1931 | St. Louis Cardinals                          | NL                                           | 4                                            | Philadelphia Athletics                       | AL                                           | 3                                            |                                              |
| 1932 | New York Yankees                             | AL                                           | 4                                            | Chicago Cubs                                 | NL                                           | 0                                            |                                              |
| 1933 | New York Giants                              | NL                                           | 4                                            | Washington Senators                          | AL                                           | 1                                            |                                              |
| 1934 | St. Louis Cardinals                          | NL                                           | 4                                            | Detroit Tigers                               | AL                                           | 3                                            |                                              |
| 1935 | Detroit Tigers                               | AL                                           | 4                                            | Chicago Cubs                                 | NL                                           | 2                                            |                                              |
| 1936 | New York Yankees                             | AL                                           | 4                                            | New York Giants                              | NL                                           | 2                                            |                                              |
| 1937 | New York Yankees                             | AL                                           | 4                                            | New York Giants                              | NL                                           | 1                                            |                                              |
| 1938 | New York Yankees                             | AL                                           | 4                                            | Chicago Cubs                                 | NL                                           | 0                                            |                                              |
| 1939 | New York Yankees                             | AL                                           | 4                                            | Cincinnati Reds                              | NL                                           | 0                                            |                                              |
| 1940 | Cincinnati Reds                              | NL                                           | 4                                            | Detroit Tigers                               | AL                                           | 3                                            |                                              |
| 1941 | New York Yankees                             | AL                                           | 4                                            | Brooklyn Dodgers                             | NL                                           | 1                                            |                                              |
| 1942 | St. Louis Cardinals                          | NL                                           | 4                                            | New York Yankees                             | AL                                           | 1                                            |                                              |
| 1943 | New York Yankees                             | AL                                           | 4                                            | St. Louis Cardinals                          | NL                                           | 1                                            |                                              |
| 1944 | St. Louis Cardinals                          | NL                                           | 4                                            | St. Louis Browns                             | AL                                           | 2                                            |                                              |
| 1945 | Detroit Tigers                               | AL                                           | 4                                            | Chicago Cubs                                 | NL                                           | 3                                            |                                              |
| 1946 | St. Louis Cardinals                          | NL                                           | 4                                            | Boston Red Sox                               | AL                                           | 3                                            |                                              |
| 1947 | New York Yankees                             | AL                                           | 4                                            | Brooklyn Dodgers                             | NL                                           | 3                                            |                                              |
| 1948 | Cleveland Indians                            | AL                                           | 4                                            | Boston Braves                                | NL                                           | 2                                            |                                              |
| 1949 | New York Yankees                             | AL                                           | 4                                            | Brooklyn Dodgers                             | NL                                           | 1                                            |                                              |
| 1950 | New York Yankees                             | AL                                           | 4                                            | Philadelphia Phillies                        | NL                                           | 0                                            |                                              |
| 1951 | New York Yankees                             | AL                                           | 4                                            | New York Giants                              | NL                                           | 2                                            |                                              |
| 1952 | New York Yankees                             | AL                                           | 4                                            | Brooklyn Dodgers                             | NL                                           | 3                                            |                                              |
| 1953 | New York Yankees                             | AL                                           | 4                                            | Brooklyn Dodgers                             | NL                                           | 2                                            |                                              |
| 1954 | New York Giants                              | NL                                           | 4                                            | Cleveland Indians                            | AL                                           | 0                                            |                                              |
| 1955 | Brooklyn Dodgers                             | NL                                           | 4                                            | New York Yankees                             | AL                                           | 3                                            | Johnny Podres                                |
| 1956 | New York Yankees                             | AL                                           | 4                                            | Brooklyn Dodgers                             | NL                                           | 3                                            | Don Larsen                                   |
| 1957 | Milwaukee Braves                             | NL                                           | 4                                            | New York Yankees                             | AL                                           | 3                                            | Lew Burdette                                 |
| 1958 | New York Yankees                             | AL                                           | 4                                            | Milwaukee Braves                             | NL                                           | 3                                            | Bob Turley                                   |
| 1959 | Los Angeles Dodgers                          | NL                                           | 4                                            | Chicago White Sox                            | AL                                           | 2                                            | Larry Sherry                                 |
| 1960 | Pittsburgh Pirates                           | NL                                           | 4                                            | New York Yankees                             | AL                                           | 3                                            | Bobby Richardson (New York)                  |
| 1961 | New York Yankees                             | AL                                           | 4                                            | Cincinnati Reds                              | NL                                           | 1                                            | Whitey Ford                                  |
| 1962 | New York Yankees                             | AL                                           | 4                                            | San Francisco Giants                         | NL                                           | 3                                            | Ralph Terry                                  |
| 1963 | Los Angeles Dodgers                          | NL                                           | 4                                            | New York Yankees                             | AL                                           | 0                                            | Sandy Koufax                                 |
| 1964 | St. Louis Cardinals                          | NL                                           | 4                                            | New York Yankees                             | AL                                           | 3                                            | Bob Gibson                                   |
| 1965 | Los Angeles Dodgers                          | NL                                           | 4                                            | Minnesota Twins                              | AL                                           | 3                                            | Sandy Koufax                                 |
| 1966 | Baltimore Orioles                            | AL                                           | 4                                            | Los Angeles Dodgers                          | NL                                           | 0                                            | Frank Robinson                               |
| 1967 | St. Louis Cardinals                          | NL                                           | 4                                            | Boston Red Sox                               | AL                                           | 3                                            | Bob Gibson                                   |
| 1968 | Detroit Tigers                               | AL                                           | 4                                            | St. Louis Cardinals                          | NL                                           | 3                                            | Mickey Lolich                                |
| 1969 | New York Mets                                | NL                                           | 4                                            | Baltimore Orioles                            | AL                                           | 1                                            | Donn Clendenon                               |
| 1970 | Baltimore Orioles                            | AL                                           | 4                                            | Cincinnati Reds                              | NL                                           | 1                                            | Brooks Robinson                              |
| 1971 | Pittsburgh Pirates                           | NL                                           | 4                                            | Baltimore Orioles                            | AL                                           | 3                                            | Roberto Clemente                             |
| 1972 | Oakland Athletics                            | AL                                           | 4                                            | Cincinnati Reds                              | NL                                           | 3                                            | Gene Tenace                                  |
| 1973 | Oakland Athletics                            | AL                                           | 4                                            | New York Mets                                | NL                                           | 3                                            | Reggie Jackson                               |
| 1974 | Oakland Athletics                            | AL                                           | 4                                            | Los Angeles Dodgers                          | NL                                           | 1                                            | Rollie Fingers                               |
| 1975 | Cincinnati Reds                              | NL                                           | 4                                            | Boston Red Sox                               | AL                                           | 3                                            | Pete Rose                                    |
| 1976 | Cincinnati Reds                              | NL                                           | 4                                            | New York Yankees                             | AL                                           | 0                                            | Johnny Bench                                 |
| 1977 | New York Yankees                             | AL                                           | 4                                            | Los Angeles Dodgers                          | NL                                           | 2                                            | Reggie Jackson                               |
| 1978 | New York Yankees                             | AL                                           | 4                                            | Los Angeles Dodgers                          | NL                                           | 2                                            | Bucky Dent                                   |
| 1979 | Pittsburgh Pirates                           | NL                                           | 4                                            | Baltimore Orioles                            | AL                                           | 3                                            | Willie Stargell                              |
| 1980 | Philadelphia Phillies                        | NL                                           | 4                                            | Kansas City Royals                           | AL                                           | 2                                            | Mike Schmidt                                 |
| 1981 | Los Angeles Dodgers                          | NL                                           | 4                                            | New York Yankees                             | AL                                           | 2                                            | Ron Cey, Pedro Guerrero és Steve Yeager      |
| 1982 | St. Louis Cardinals                          | NL                                           | 4                                            | Milwaukee Brewers                            | AL                                           | 3                                            | Darrell Porter                               |
| 1983 | Baltimore Orioles                            | AL                                           | 4                                            | Philadelphia Phillies                        | NL                                           | 1                                            | Rick Dempsey                                 |
| 1984 | Detroit Tigers                               | AL                                           | 4                                            | San Diego Padres                             | NL                                           | 1                                            | Alan Trammell                                |
| 1985 | Kansas City Royals                           | AL                                           | 4                                            | St. Louis Cardinals                          | NL                                           | 3                                            | Bret Saberhagen                              |
| 1986 | New York Mets                                | NL                                           | 4                                            | Boston Red Sox                               | AL                                           | 3                                            | Ray Knight                                   |
| 1987 | Minnesota Twins                              | AL                                           | 4                                            | St. Louis Cardinals                          | NL                                           | 3                                            | Frank Viola                                  |
| 1988 | Los Angeles Dodgers                          | NL                                           | 4                                            | Oakland Athletics                            | AL                                           | 1                                            | Orel Hershiser                               |
| 1989 | Oakland Athletics                            | AL                                           | 4                                            | San Francisco Giants                         | NL                                           | 0                                            | Dave Stewart                                 |
| 1990 | Cincinnati Reds                              | NL                                           | 4                                            | Oakland Athletics                            | AL                                           | 0                                            | José Rijo                                    |
| 1991 | Minnesota Twins                              | AL                                           | 4                                            | Atlanta Braves                               | NL                                           | 3                                            | Jack Morris                                  |
| 1992 | Toronto Blue Jays                            | AL                                           | 4                                            | Atlanta Braves                               | NL                                           | 2                                            | Pat Borders                                  |
| 1993 | Toronto Blue Jays                            | AL                                           | 4                                            | Philadelphia Phillies                        | NL                                           | 2                                            | Paul Molitor                                 |
| 1994 | A baseballjátékosok sztrájkja miatt elmaradt | A baseballjátékosok sztrájkja miatt elmaradt | A baseballjátékosok sztrájkja miatt elmaradt | A baseballjátékosok sztrájkja miatt elmaradt | A baseballjátékosok sztrájkja miatt elmaradt | A baseballjátékosok sztrájkja miatt elmaradt | A baseballjátékosok sztrájkja miatt elmaradt |
| 1995 | Atlanta Braves                               | NL                                           | 4                                            | Cleveland Indians                            | AL                                           | 2                                            | Tom Glavine                                  |
| 1996 | New York Yankees                             | AL                                           | 4                                            | Atlanta Braves                               | NL                                           | 2                                            | John Wetteland                               |
| 1997 | Florida Marlins ◊                            | NL                                           | 4                                            | Cleveland Indians                            | AL                                           | 3                                            | Liván Hernández                              |
| 1998 | New York Yankees                             | AL                                           | 4                                            | San Diego Padres                             | NL                                           | 0                                            | Scott Brosius                                |
| 1999 | New York Yankees                             | AL                                           | 4                                            | Atlanta Braves                               | NL                                           | 0                                            | Mariano Rivera                               |
| 2000 | New York Yankees                             | AL                                           | 4                                            | New York Mets ◊                              | NL                                           | 1                                            | Derek Jeter                                  |
| 2001 | Arizona Diamondbacks                         | NL                                           | 4                                            | New York Yankees                             | AL                                           | 3                                            | Randy Johnson és Curt Schilling              |
| 2002 | Anaheim Angels ◊                             | AL                                           | 4                                            | San Francisco Giants ◊                       | NL                                           | 3                                            | Troy Glaus                                   |
| 2003 | Florida Marlins ◊                            | NL                                           | 4                                            | New York Yankees                             | AL                                           | 2                                            | Josh Beckett                                 |
| 2004 | Boston Red Sox ◊                             | AL                                           | 4                                            | St. Louis Cardinals                          | NL                                           | 0                                            | Manny Ramírez                                |
| 2005 | Chicago White Sox                            | AL                                           | 4                                            | Houston Astros ◊                             | NL                                           | 0                                            | Jermaine Dye                                 |
| 2006 | St. Louis Cardinals                          | NL                                           | 4                                            | Detroit Tigers ◊                             | AL                                           | 1                                            | David Eckstein                               |
| 2007 | Boston Red Sox                               | AL                                           | 4                                            | Colorado Rockies ◊                           | NL                                           | 0                                            | Mike Lowell                                  |
| 2008 | Philadelphia Phillies                        | NL                                           | 4                                            | Tampa Bay Rays                               | AL                                           | 1                                            | Cole Hamels                                  |
| 2009 | New York Yankees                             | AL                                           | 4                                            | Philadelphia Phillies                        | NL                                           | 2                                            | Hideki Matsui                                |
| 2010 | San Francisco Giants                         | NL                                           | 4                                            | Texas Rangers                                | AL                                           | 1                                            | Edgar Rentería                               |
| 2011 | St. Louis Cardinals ◊                        | NL                                           | 4                                            | Texas Rangers                                | AL                                           | 3                                            | David Freese                                 |
| 2012 | San Francisco Giants                         | NL                                           | 4                                            | Detroit Tigers                               | AL                                           | 0                                            | Pablo Sandoval                               |
| 2013 | Boston Red Sox                               | AL                                           | 4                                            | St. Louis Cardinals                          | NL                                           | 2                                            | David Ortiz                                  |
| 2014 | San Francisco Giants                         | NL                                           | 4                                            | Kansas City Royals                           | AL                                           | 3                                            | Pablo Sandoval                               |
| 2015 | Kansas City Royals                           | AL                                           | 4                                            | New York Mets                                | NL                                           | 1                                            | Salvador Perez                               |
| 2016 | Chicago Cubs                                 | NL                                           | 4                                            | Cleveland Indians                            | AL                                           | 3                                            | Ben Zobrist                                  |
| 2017 | Houston Astros                               | AL                                           | 4                                            | Los Angeles Dodgers                          | NL                                           | 3                                            | George Springer                              |
| 2018 | Boston Red Sox                               | AL                                           | 4                                            | Los Angeles Dodgers                          | NL                                           | 1                                            | Steve Pearce                                 |
| 2019 | Washington Nationals ◊                       | NL                                           | 4                                            | Houston Astros                               | AL                                           | 3                                            | Stephen Strasburg                            |
| 2020 | Los Angeles Dodgers                          | NL                                           | 4                                            | Tampa Bay Rays                               | AL                                           | 2                                            | Corey Seager                                 |
| 2021 | Atlanta Braves                               | NL                                           | 4                                            | Houston Astros                               | AL                                           | 2                                            | Jorge Soler                                  |
| 2022 | Houston Astros                               | AL                                           | 4                                            | Philadelphia Phillies ◊                      | NL                                           | 2                                            | Jeremy Peña                                  |
| 2023 | Texas Rangers ◊                              | AL                                           | 4                                            | Arizona Diamondbacks ◊                       | NL                                           | 1                                            | Corey Seager                                 |
| 2024 | Los Angeles Dodgers                          | NL                                           | 4                                            | New York Yankees                             | AL                                           | 1                                            |                                              |

◊ – Wildcard helyen bejutott csapat.

## Külső hivatkozások
- World Series.com Archiválva 2002. szeptember 30-i dátummal a Wayback Machine-ben – hivatalos weboldal
- Sporting News: A World Series története
- Baseball Almanac: World Series
- 2006 World Series Logo
- A legjobb World Series csapatok